# Station Kildare
Station Kildare is een spoorwegstation in Kildare in het gelijknamige graafschap in Ierland . Het station ligt aan de lijn Dublin - Cork. De lijn Dublin - Waterford takt in Kildare af richting het zuiden. 